# Coup d'État de 2021 en Guinée
Le coup d'État de 2021 en Guinée a lieu le 5 septembre 2021, lorsqu'une unité d'élite de l'armée guinéenne — le Groupement des forces spéciales (GFS) — s'empare du palais présidentiel et capture le président, Alpha Condé.
Les auteurs du coup d’État, menés par le colonel Mamadi Doumbouya, annoncent la suspension de la Constitution, la dissolution du gouvernement et des institutions ainsi que la fermeture des frontières. Une junte militaire prend le pouvoir sous le nom de Comité national du rassemblement pour le développement (CNRD).

## Contexte

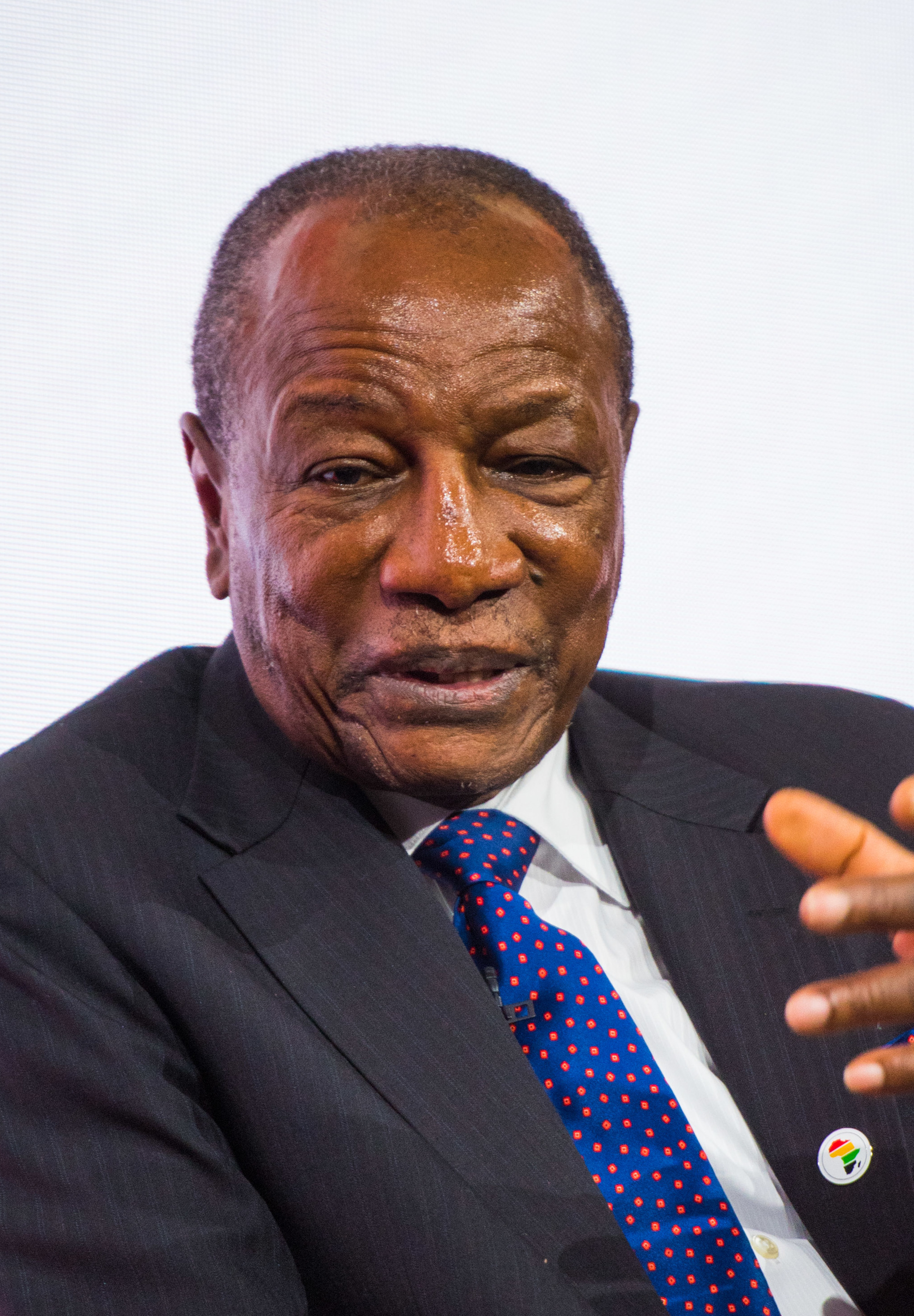
Le président Alpha Condé en 2020.

Au pouvoir depuis 2010, Alpha Condé est contesté depuis sa réélection en 2020 pour un troisième mandat après avoir fait modifier par référendum la Constitution pour remettre à zéro le compteur de ses mandats passés et être de nouveau éligible.
Après sa réélection, réputé pour son « micro-management » et sa tendance à vouloir tout contrôler, Alpha Condé adopte davantage une gouvernance solitaire, concentrant la gestion du pays à la présidence,. 
Il tente de réformer l'armée et crée des unités spéciales et d'élites comme la GFS.  Il y nomme comme responsable des proches comme Mamadi Doumbouya, malinké et originaire comme lui de la province Kankan[réf. nécessaire].
Depuis janvier 2021, plusieurs opposants sont emprisonnés : Mamady Condé a été arrêté, alors que Mamadou Oury Barry est mort en prison[réf. souhaitée]. Plusieurs augmentations de prix des produits de la vie quotidienne ont donné lieu à des remous, comme la hausse des tarifs du pain, sur laquelle est finalement revenu Alpha Condé.

## Déroulement

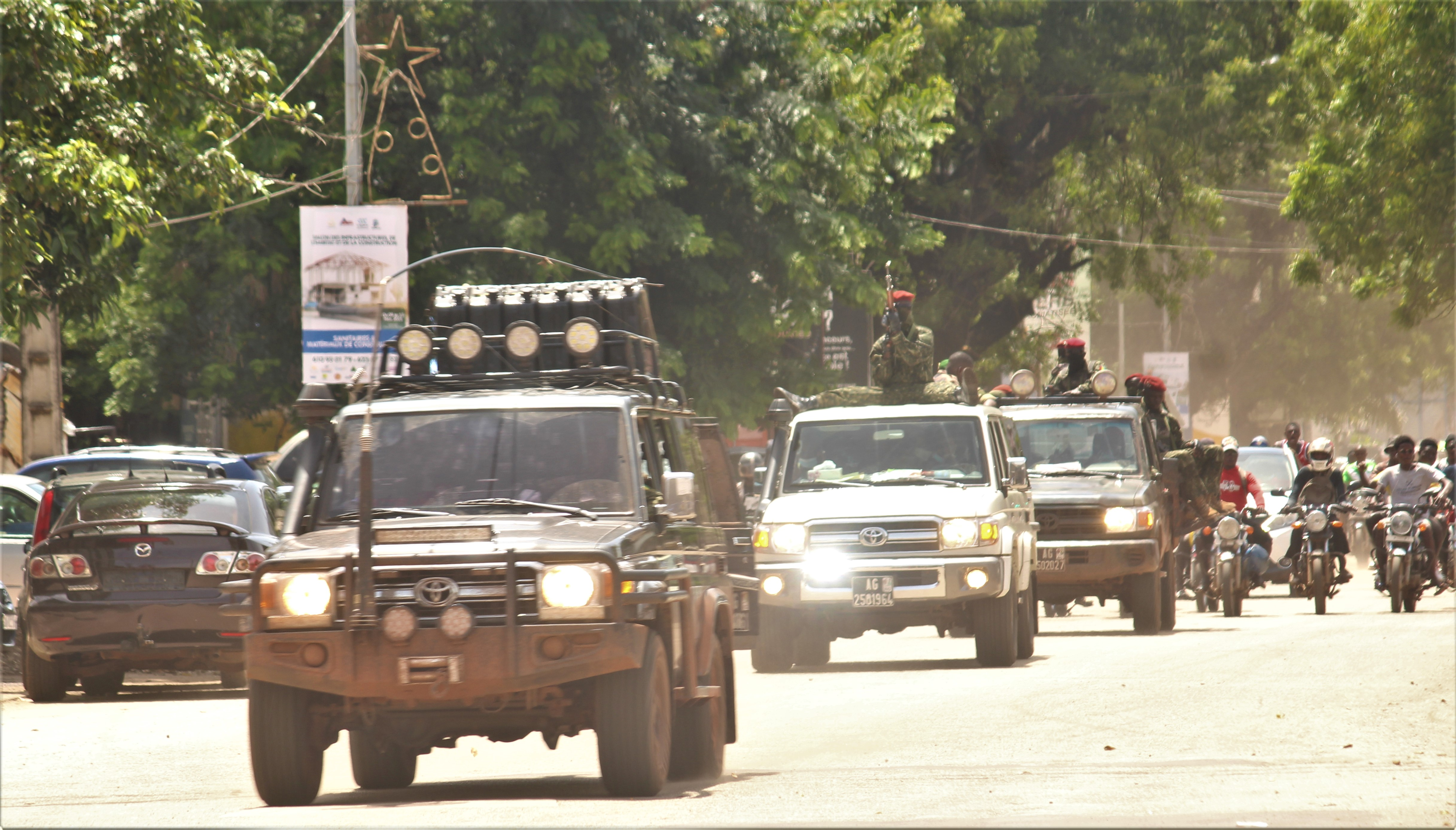
Parades de joie des militaires dans Kaloum.

Le 5 septembre 2021 vers 8 h (heure locale), des tirs nourris à l'arme lourde sont entendus à Conakry, aux abords du palais présidentiel. Des habitants font état de nombreux soldats leur ordonnant de rentrer chez eux et de ne pas en sortir. Le ministère de la Défense nationale assure avoir repoussé l'assaut.
Dans une vidéo diffusée sur les réseaux sociaux, les putschistes — des soldats du Groupement des forces spéciales, menés par le colonel Mamadi Doumbouya — revendiquent la capture du président de la République Alpha Condé et annoncent la suspension de la Constitution, la dissolution du gouvernement et des institutions, la fermeture des frontières et la création d'un « Comité national du rassemblement et du développement » pour diriger le pays. Sur les antennes de la RTG, ils appellent le reste de l'armée « à l’unité » et à « rester dans les casernes », et se justifient par la déclaration suivante  :

« la situation sociopolitique et économique du pays, le dysfonctionnement des institutions républicaines, l’instrumentalisation de la justice, le piétinement des droits des citoyens, l’irrespect des principes démocratiques, la politisation à outrance de l’administration publique, la gabegie financière, la pauvreté et la corruption endémique ont amené l’armée républicaine […] à prendre ses responsabilités vis-à-vis du peuple souverain de Guinée »

— Mamadi Doumbouya

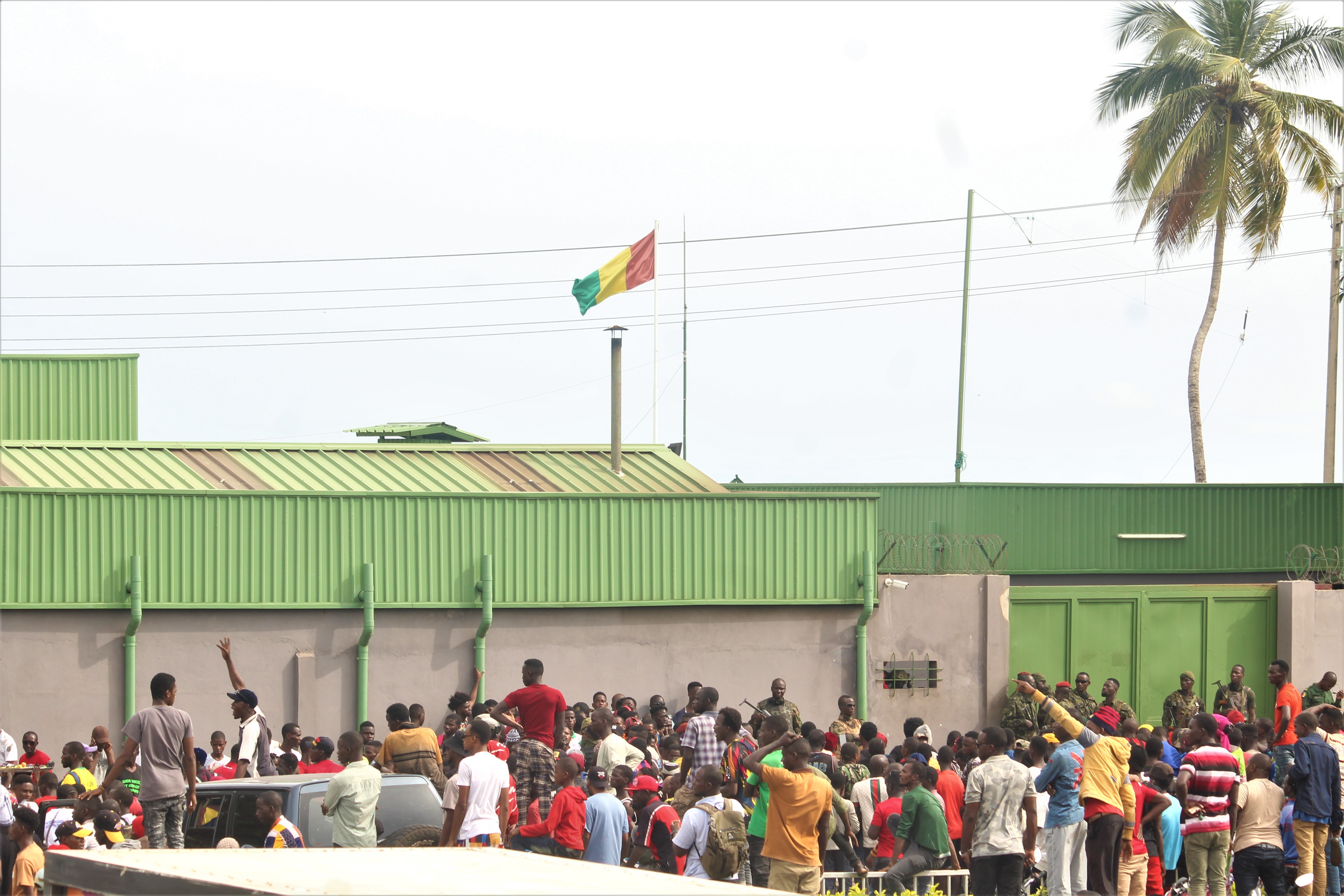
Des soutiens du putsch devant le QG du CNRD.

Peu après 14 h, les putschistes réalisent une allocution à destination de la population sur la chaîne de télévision publique RTG.
Dans la soirée du 5 septembre, l'annonce du coup d'État conduit à des scènes de liesses dans la capitale Conakry et en province, dont une partie de la population guinéenne « sort massivement dans la rue », applaudissant notamment au passage des blindés des militaires,,.
Au journal télévisé, la junte annonce l’instauration d’un couvre-feu « à partir de 20 heures sur toute l’étendue du territoire national », la fermeture des frontières terrestres et aériennes « pour une semaine au moins », le remplacement des membres du gouvernement par les secrétaires généraux de chaque ministère, celui des préfets, sous-préfets et gouverneurs de région par des militaires. Les ministres sortants et les présidents des institutions sont convoqués à une réunion le lendemain, sous peine d’être considérés comme en « rébellion contre le CNRD ». Tous y participent.

## Réactions

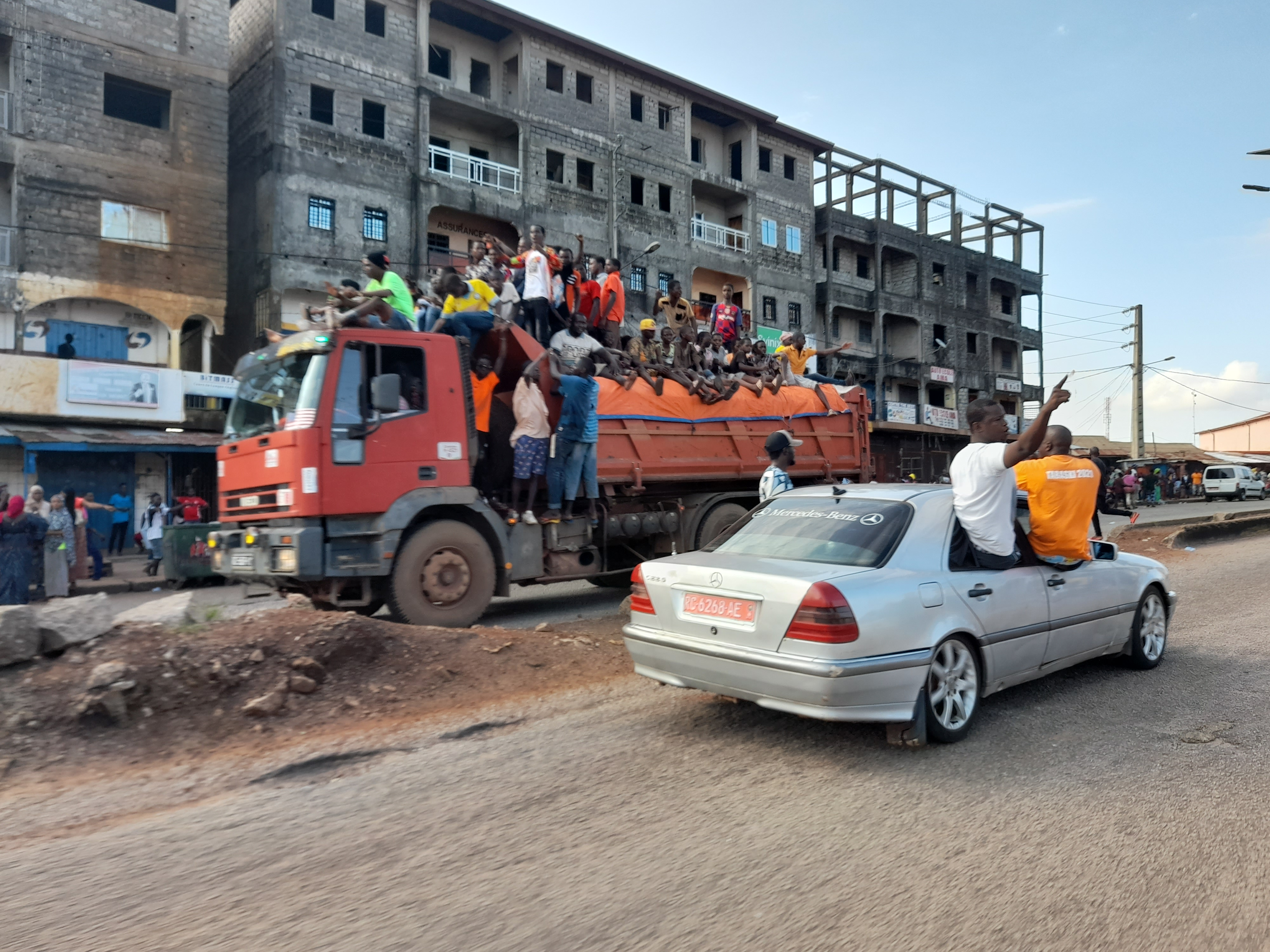
Scène de liesse à Conakry

### Organisations internationales
- ONU : Dans un tweet, le secrétaire général des Nations unies, António Guterres, « condamne avec la plus grande fermeté le renversement du gouvernement par la force des armes » et « appelle à la libération immédiate du président Alpha Condé »[15].
- CEDEAO : Le président de la communauté économique des États de l'Afrique de l'Ouest, Nana Akufo-Addo, fait part de sa grande préoccupation et condamne « avec la plus grande fermeté cette tentative de coup d'État ». Il exige le retour à l’ordre constitutionnel et demande la libération du président Condé[16].
- Union africaine : Le président de la conférence de l'Union africaine, Félix Tshisekedi, et le président de la commission de l'Union africaine, Moussa Faki, condamnent toute prise de pouvoir par la force et demandent la libération immédiate du président Alpha Condé[17].
- Union européenne : Le Haut représentant de l'Union pour les affaires étrangères et la politique de sécurité, Josep Borrell, « condamne la prise de pouvoir par la force en Guinée » et « appelle à la libération du président Alpha Condé »[18].

### États
- Allemagne : Un porte-parole de l'Office des Affaires étrangères allemand condamne fermement la tentative de prise de pouvoir par les armes, se joint à la CEDEAO et à l'Union africaine pour demander la libération du Président Condé et la restauration de l'ordre constitutionnel[19].
- Belgique : La ministre des Affaires étrangères belge, Sophie Wilmès, « se joint à l'ensemble de la communauté internationale pour condamner la prise de pouvoir par les armes »[20].
- Bulgarie : Le ministère des Affaires étrangères bulgare condamne dans un tweet le reversement du pouvoir et appelle au retour de l'ordre constitutionnel et à la libération du Président Alpha Condé[21].
- Burundi : Le président burundais, Évariste Ndayishimiye, « condamne de la manière la plus ferme le coup d’État » et « appelle au calme et au retour à l'ordre constitutionnel »[16].
- Chine : Le porte-parole du ministère des Affaires étrangères chinois, Wang Wenbin, condamne le coup d'État et demande la libération d'Alpha Condé. Il appelle toutes les parties au calme, à la retenue et à agir dans l'intérêt fondamental du peuple guinéen[22].
- États-Unis : Le département d'État américain condamne « les événements qui se sont déroulés à Conakry »[23].
- France : Le ministère des Affaires étrangères français « condamne la tentative de prise de pouvoir par la force » et appelle à « la libération immédiate et sans condition du président Condé »[23].
- Gambie : Le ministre des Affaires étrangères gambien, Mamadou Tangara, condamne le coup d'État et appelle à la restauration de l'ordre constitutionnel[24].
- Mexique : Le secrétariat aux Affaires étrangères du Mexique condamne fermement la tentative de coup d'État et appelle à la libération immédiate du président Condé[25].
- Qatar : Le ministère des Affaires étrangères du Qatar condamne le coup d'État et appelle toutes les parties à éviter l'escalade du conflit, à faire preuve de sagesse et à poursuivre le dialogue pour résoudre la crise[26].
- Russie : Le ministère des Affaires étrangères de Russie exprime sa préoccupation vis-à-vis de la prise de pouvoir par la junte militaire et exige la libération d’Alpha Condé et la préservation de son intégrité physique. Il réitère l'opposition de Moscou à toute tentative de changement de pouvoir par voie anticonstitutionnelle[27].
- Turquie : Le ministère des Affaires étrangères turc condamne « la tentative de coup d'État en Guinée et la détention du président Alpha Condé », souligne « forte attente du rétablissement rapide de l'ordre constitutionnel dans la République amie et fraternelle de Guinée » et demande « la libération immédiate du Président Alpha Condé »[28].

### Nationales
- Le Front national pour la défense de la Constitution (FNDC) — mouvement d'opposition à la constitution de 2020 et à Alpha Condé — prend acte « des déclarations du CNRD promettant une transition inclusive et apaisée » mais attend « des précisions sur les modalités »[13].
- Le président de l'Union des forces démocratiques de Guinée (UFD), Mamadou Bah Baadiko, dénonce « l'échec total des institutions en place » et l'absence « d’élections libres, honnêtes, équitables, ». Il aurait souhaité « que l’issue ne soit pas un coup d’Etat » mais concède qu'il « n’y avait pas d’autres solutions »[29].
- | Vidéo externe |                                                                                  |
|               | Réaction de Cellou Dalein Diallo : « Je suis soulagé et un peu inquiet » Sur RFI |
- Le leader du Parti nouvelle vision (PNV), Dounamou Togba, souhaite « accorder le bénéfice du doute à ces militaires » et pense pouvoir « avoir une discussion franche » qui pourrait amener à « une transition paisible » pour « permettre de mettre en place un État démocratique »[29].
- Le président de l'Union pour le progrès de la Guinée (UPG), Jacques Gbonimy, affirme ne pas être étonné de ce coup d'État « parce que le pouvoir d'Alpha Condé fonctionnait sans tenir compte des droits de l'homme, sans respecter même la constitution guinéenne qu'il a modifiée pour s'octroyer un 3ème mandat, et en emprisonnant tous ceux qui ont levé le doigt pour contester ce 3ème mandat »[30].
- Le secrétaire exécutif Union des forces républicaines (UFR) estime que le reversement du pouvoir est la conséquence de son refus d’écouter l’opposition et la population guinéenne, affirmant avoir « toujours voulu que le pays soit sereinement géré, que les institutions soient des institutions fortes, mais le pouvoir n’a pas voulu [les] écouter ». Il souhaite « que le pays retrouve la démocratie, que les droits de l’homme soient respectés, que des institutions fortes soient installées, que des élections libres et transparentes s’organisent dans [le] pays »[31].

## Suites
Le 8 septembre, des dizaines de prisonniers politiques sont libérés dont Foniké Menguè, chargé de la stratégie du Mouvement FNDC. Le jour même, la Communauté économique des États de l'Afrique de l'Ouest (CEDEAO) suspend le pays de ses rangs. Le 10 septembre, l'Union africaine suspend à son tour la Guinée.
Détenu, Alpha Condé est bien traité. Refusant de démissionner, il espère être rétabli par la CEDEAO, qui exige de son côté des élections dans les six mois.
Le 17 septembre 2021, deux chefs d'État effectuent une visite de travail en Guinée. Le président en exercice de la CEDEAO, Nana Akufo-Addo du Ghana, et Alassane Ouattara de la Côte d'Ivoire avaient instruit la junte 24 h auparavant d'organiser des élections générales dans les six mois.
Dans la même soirée, le CNRD confirme Mamadi Doumbouya officiellement comme président de la république de Guinée et affirme que l'ancien président Alpha Condé restera en Guinée.
Le 27 septembre est publiée la charte de transition qui fait de Doumbouya le président de la Transition, et prévoit la désignation d'un Conseil national de la transition — qui fait office de Parlement et devra rédiger la prochaine Constitution — et d'un Premier ministre civil. Par ailleurs, Doumbouya et les autres membres de la junte sont inéligibles pour les prochaines élections,.
Le 6 octobre, Mohamed Béavogui est nommé Premier ministre.
Début mai 2022, la junte annonce une transition de trois ans et trois mois à partir de cette date. Le délai est finalement écourté à trois ans, puis à deux ans à partir de janvier 2023.

## Galeries

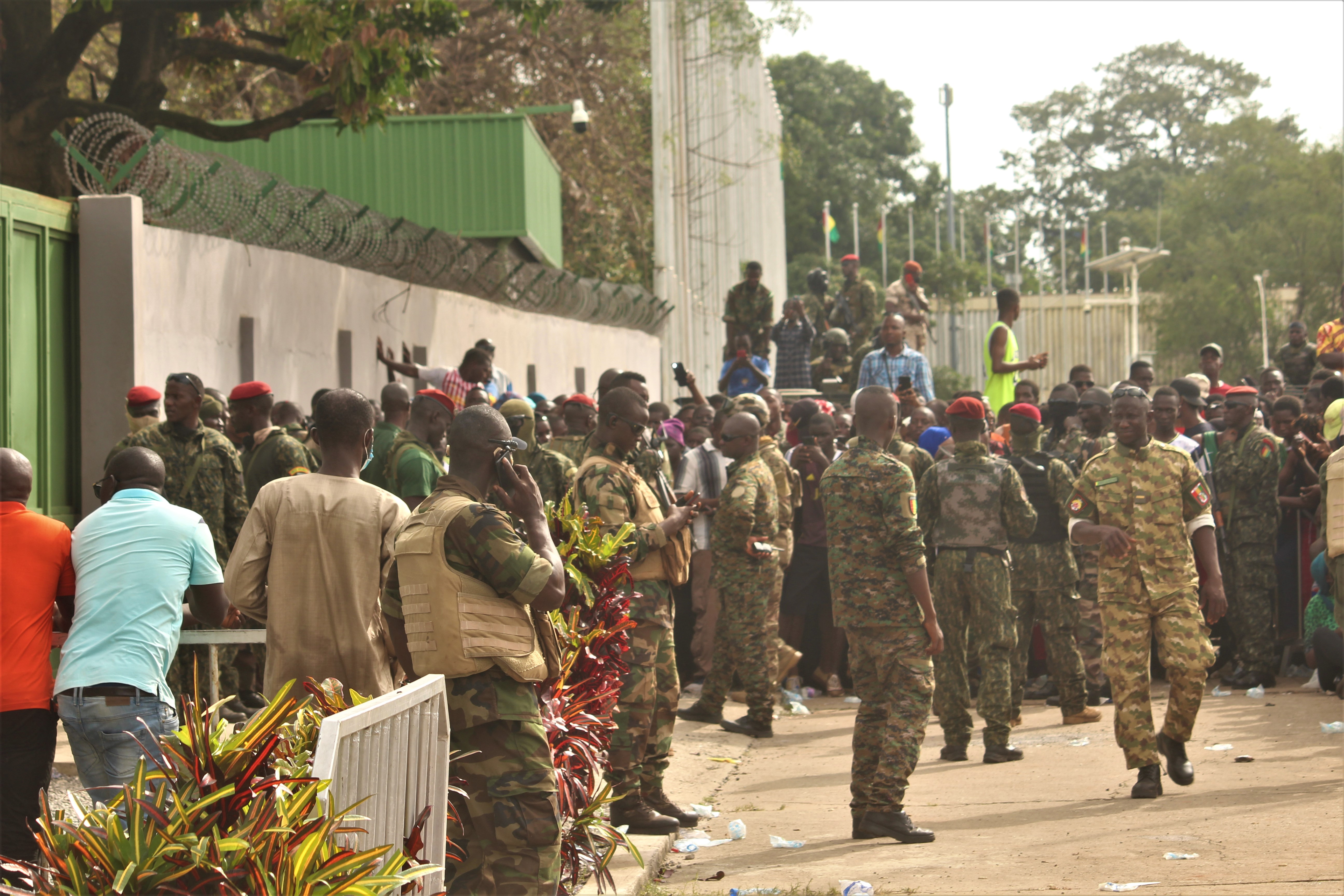
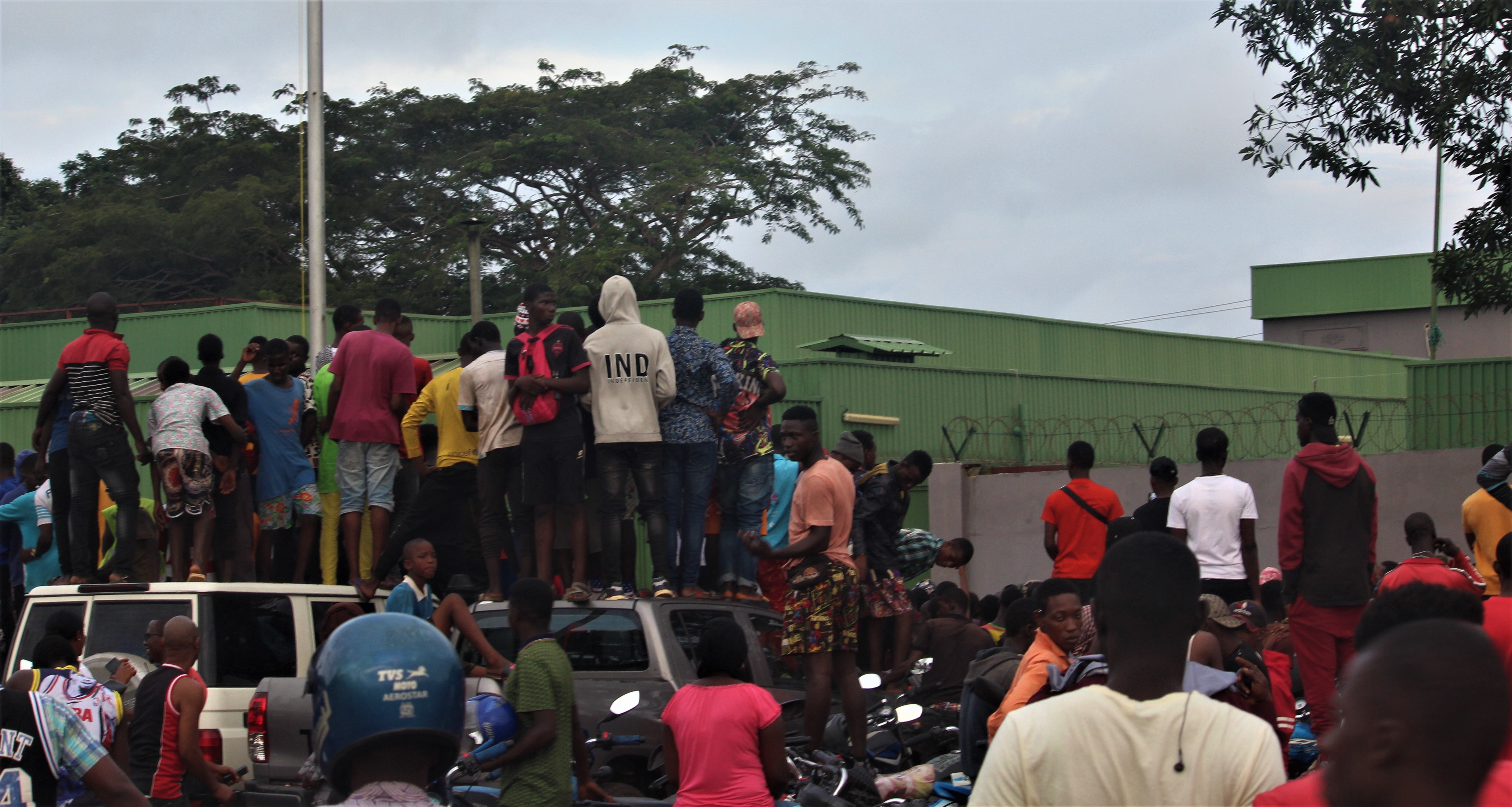
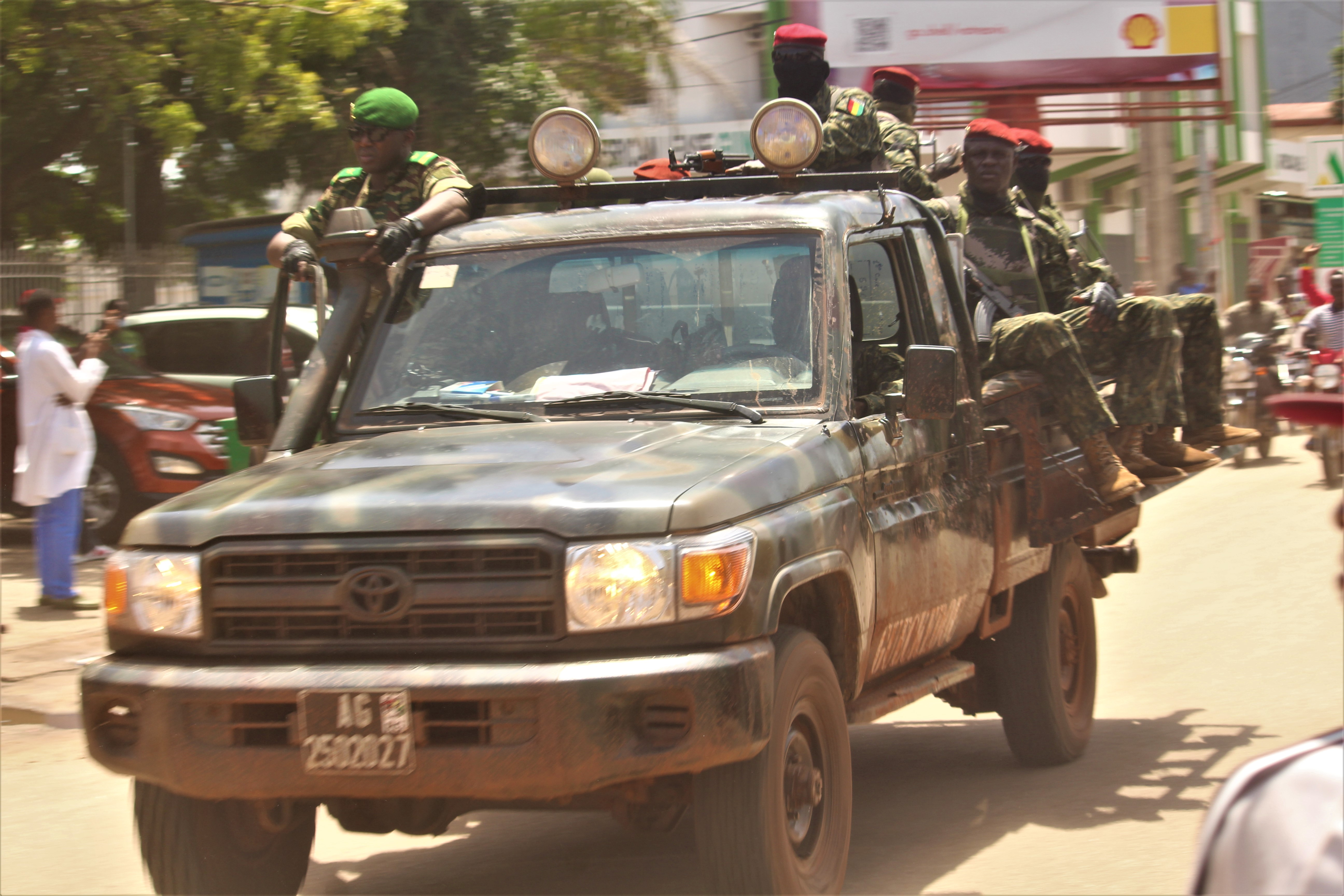
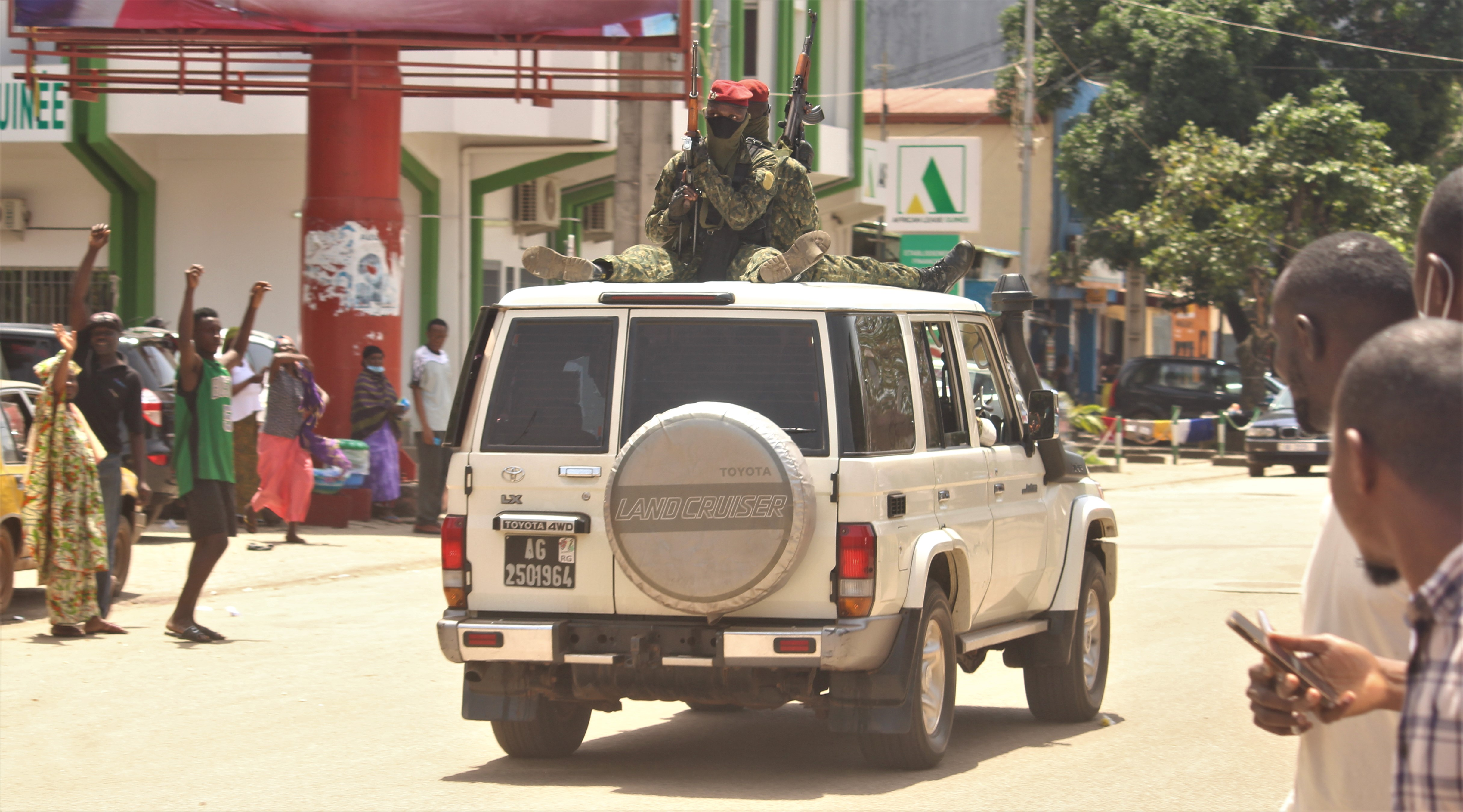
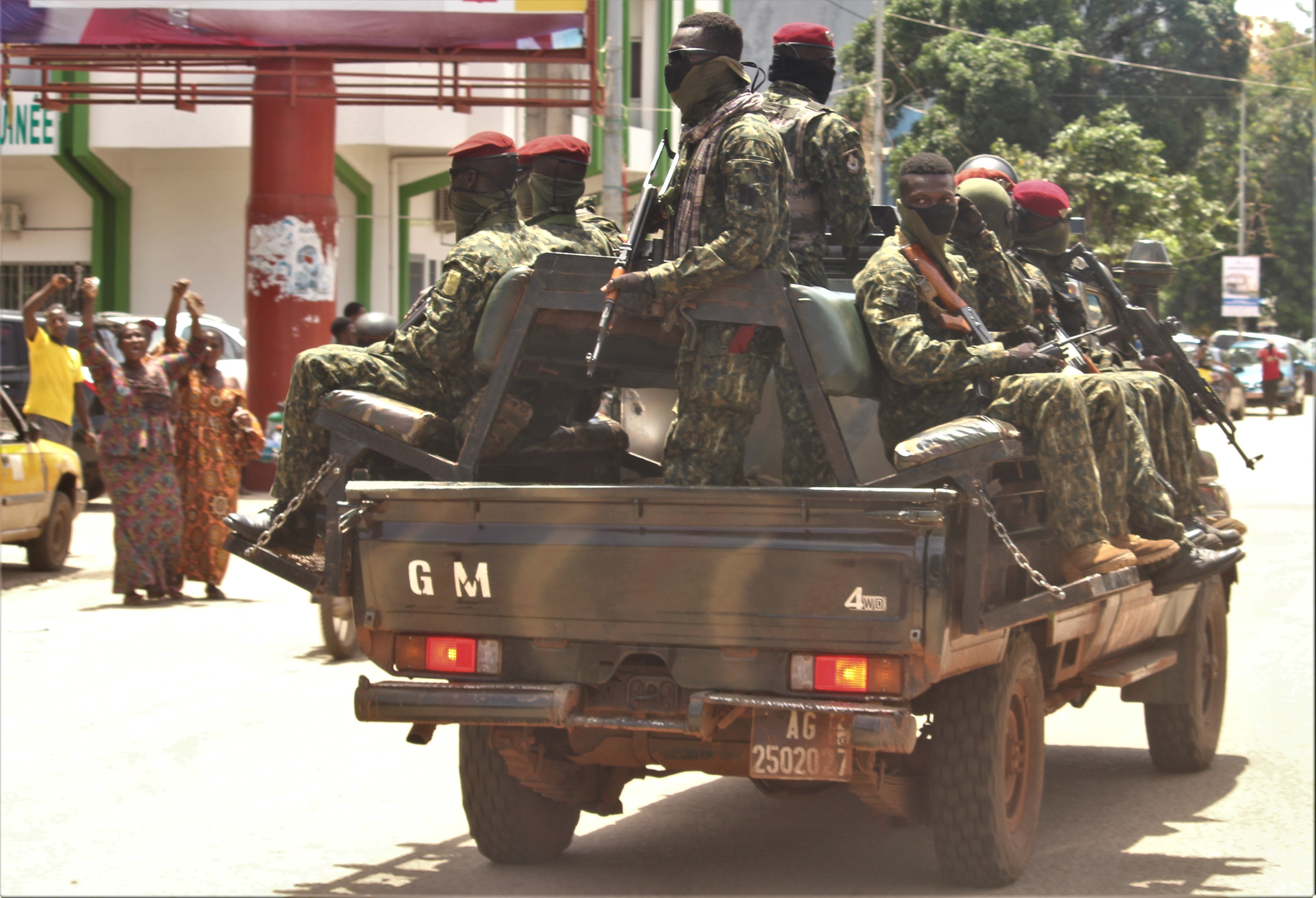
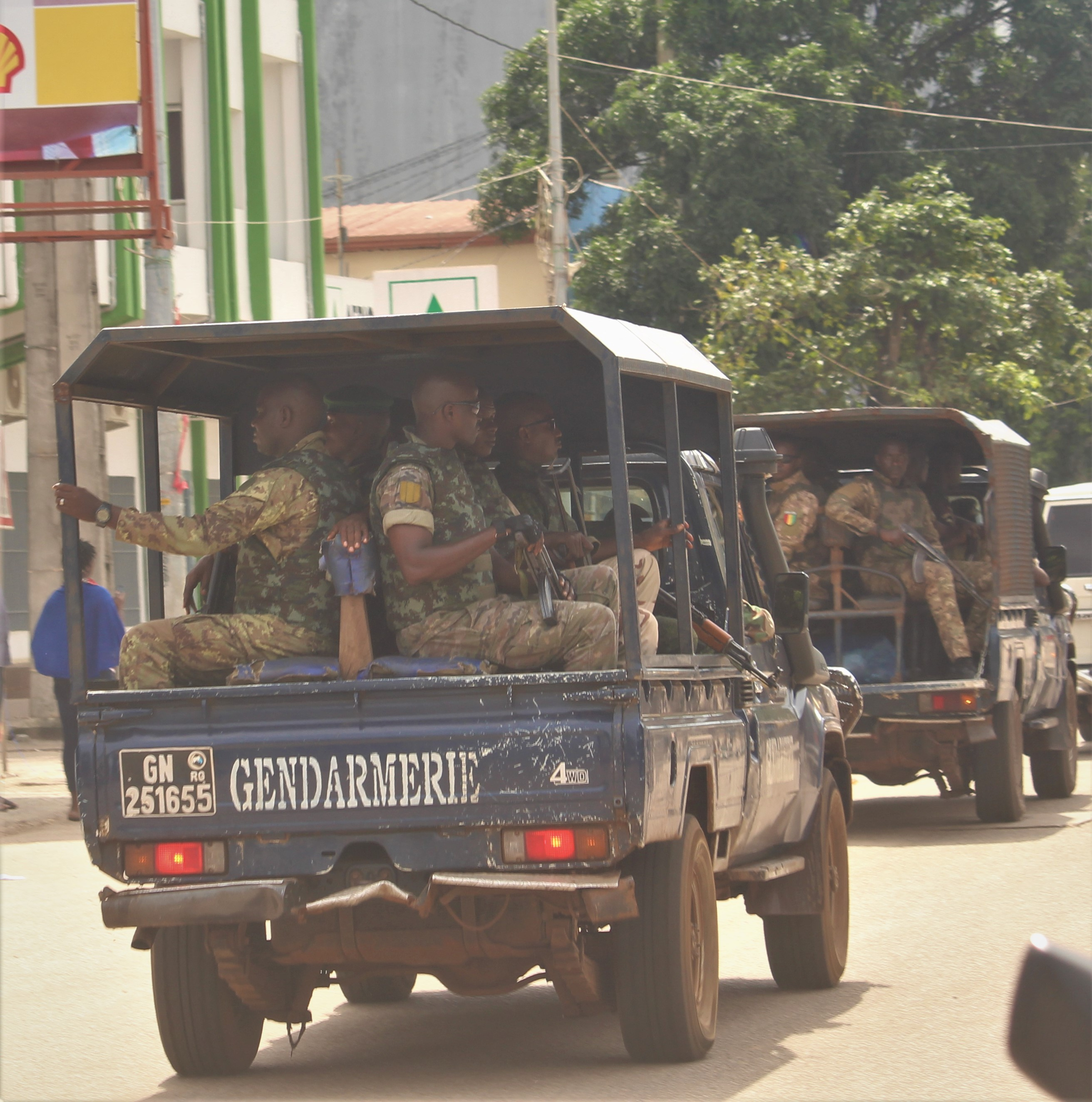
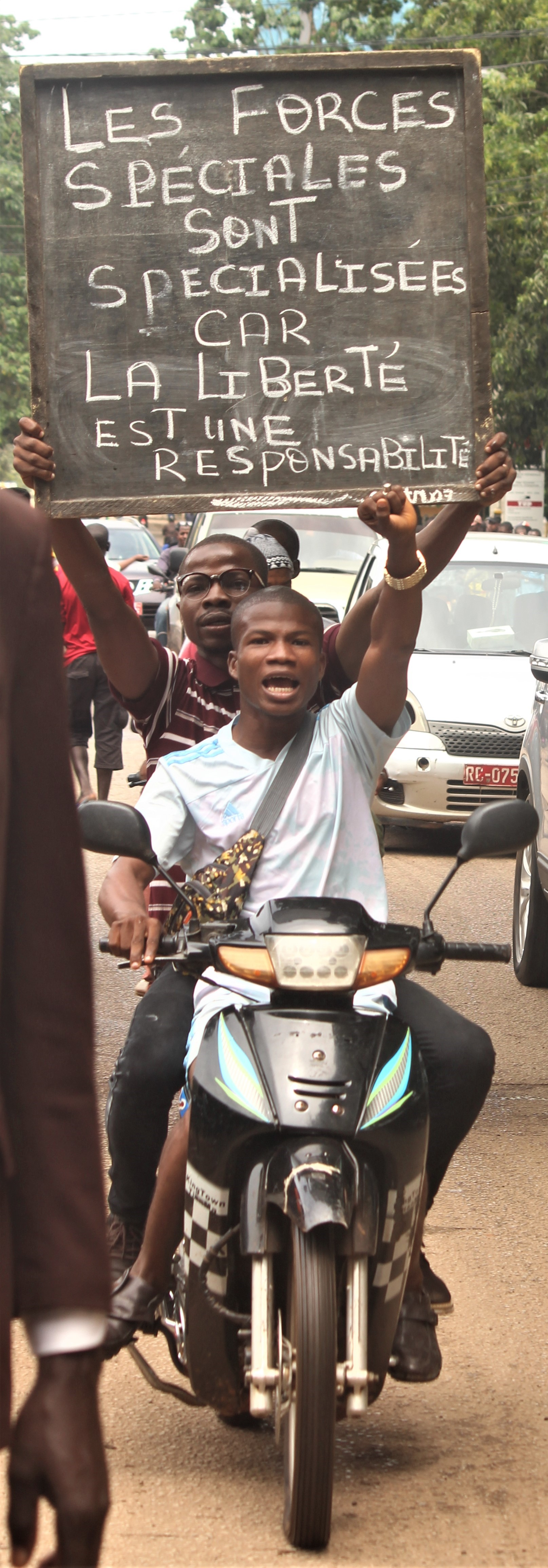
Supporteur des forces spéciales